# Phyllidia flava
Phyllidia flava is een slakkensoort uit de familie van de Phyllidiidae. De wetenschappelijke naam van de soort is voor het eerst geldig gepubliceerd in 1847 door Aradas.